# Templos de Tarxien
Los Templos de Tarxien en Tarxien en Malta, son un complejo megalítico construido aproximadamente en 2800 a. C. Desde 1992, los templos de Tarxien son parte del conjunto de los Templos megalíticos de Malta, que están incluidos en la lista del Patrimonio de la Humanidad elaborada por la Unesco. Ese año se añadieron cinco nuevos templos, situados en Gozo y Malta, al templo de Ġgantija, en la isla de Gozo, que ya había sido declarado como patrimonio en 1980.

## Primeros colonizadores
Los primeros colonizadores llegaron a Malta probablemente de Sicilia en el año 5000 a. C., sus gentes llevaron una vida aislada y se desarrollaron de manera muy original, dejando una serie de impresionantes templos construidos en piedra que forman parte de las primeras religiones organizadas en torno a un templo en Europa.
En esta isla abundaba la piedra; esta población practicaba una agricultura básica, aunque eficiente para su sustento; se dedicaron al cultivo de cereales (trigo y cebada) y de lentejas; también a la cría de ganado vacuno, ovino y caprino. Recurrieron a los huesos y a los cuernos para construir muchas de sus herramientas.

## Templos megalíticos
Estos templos están construidos con enormes bloques de piedra denominados Megalitos; contienen recámaras semicirculares que están conectadas una con otra por medio de estrechos pasadizos. Las cámaras de mayor tamaño están ubicadas en la parte frontal del templo. Los primeros eran construidos tan solo con escombros, pero posteriormente se utilizaron bloques de Piedra caliza más elaborados.
La mayoría de estos bloques están decorados con Arte rupestre de motivos foliares; aunque su exterior carece de decoración.
Estas construcciones difieren en tamaño y complejidad a lo largo del territorio. Existen varios indicios que denotan que estas construcciones eran tumbas o cámaras mortuorias, pues en algunas sólo hay espacio suficiente para el cadáver. Se transformaron en templos a lo largo del tiempo y allí se practicaba culto o ceremonias enfocadas a la veneración de los muertos.

## Laberintos subterráneos
El Hipogeo de Hal Saflieni es un laberinto de tres niveles conformado por múltiples pasadizos y cámaras. Se calcula que aproximadamente 6000 a 7000 personas fueron enterradas en aquel lugar, pues encontraron millares de huesos humanos.
Algunas de las cámaras fueron excavadas en roca caliza y otras fueron horadadas naturalmente. Su complejidad sugiere que estas edificaciones eran destinadas para otros fines diferentes a las ceremonias funerarias.

## Descubrimiento e historia

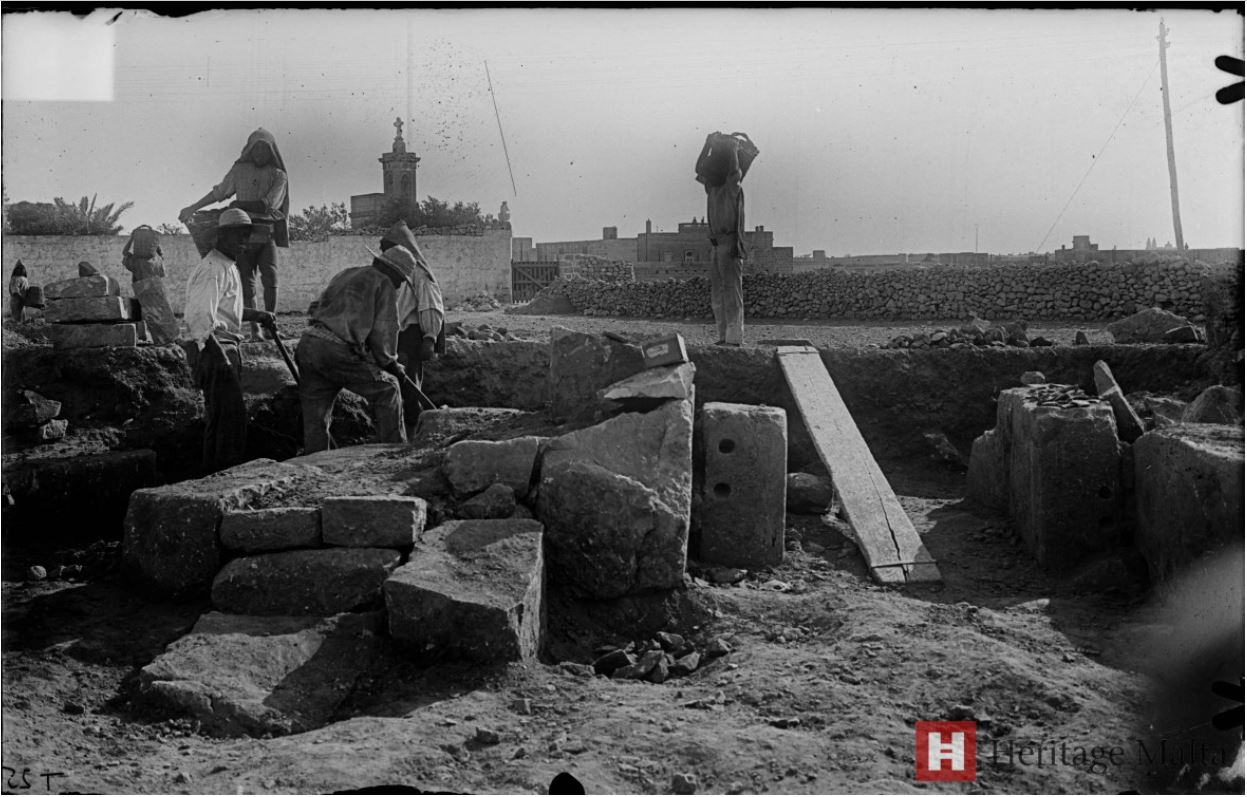
Excavación del Complejo Prehistórico de Ħal Tarxien. Foto de Themistocles Zammit, 1915

El yacimiento fue reportado inicialmente por el arrendatario del terreno, Lorenzo Despott, quien se quejaba de encontrar frecuentemente grandes bloques de piedra justo debajo de la superficie mientras araba su campo.  Sospechando que las piedras que encontraba pudieran tener algún valor arqueológico, Despott contactó con el director del Museo Nacional, Themistocles Zammit, quien le encargó cavar una zanja de prueba en 1913. Tras la excavación, se descubrieron varias piedras de gran tamaño y la cerámica encontrada era, sin duda, prehistórica. Así, Temi Zammit inició una excavación formal del yacimiento en 1915, una campaña que duraría hasta 1919. A lo largo de cuatro años, Zammit contó con la ayuda de agricultores y habitantes locales para un proyecto de excavación de una escala sin precedentes en Malta. Para 1920, Zammit había identificado y restaurado cuatro estructuras prehistóricas, todas ellas con una notable colección de artefactos, incluyendo la famosa estatua colosal, la mayor representación humana (aunque aparentemente sin género) del Neolítico hallada hasta la fecha. 
Una pequeña muestra de artefactos del sitio fueron donados por Zammit en 1923 al Museo Británico. El sitio fue incluido en la Lista de Antigüedades de 1925. Se llevaron a cabo excavaciones adicionales en el sitio durante el período posterior a la Segunda Guerra Mundial bajo la dirección de J.G. Baldacchino.

## Galería de imágenes

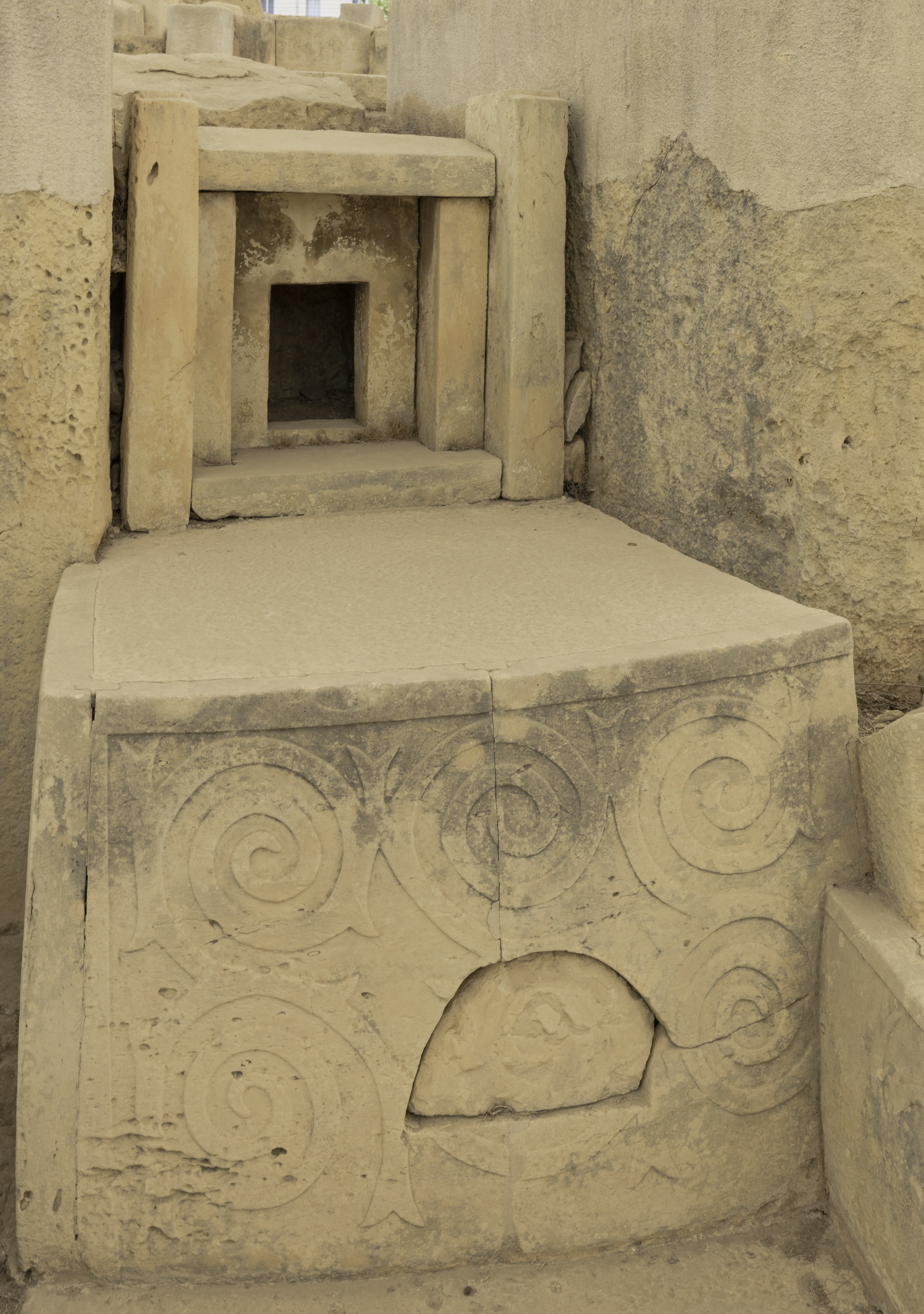
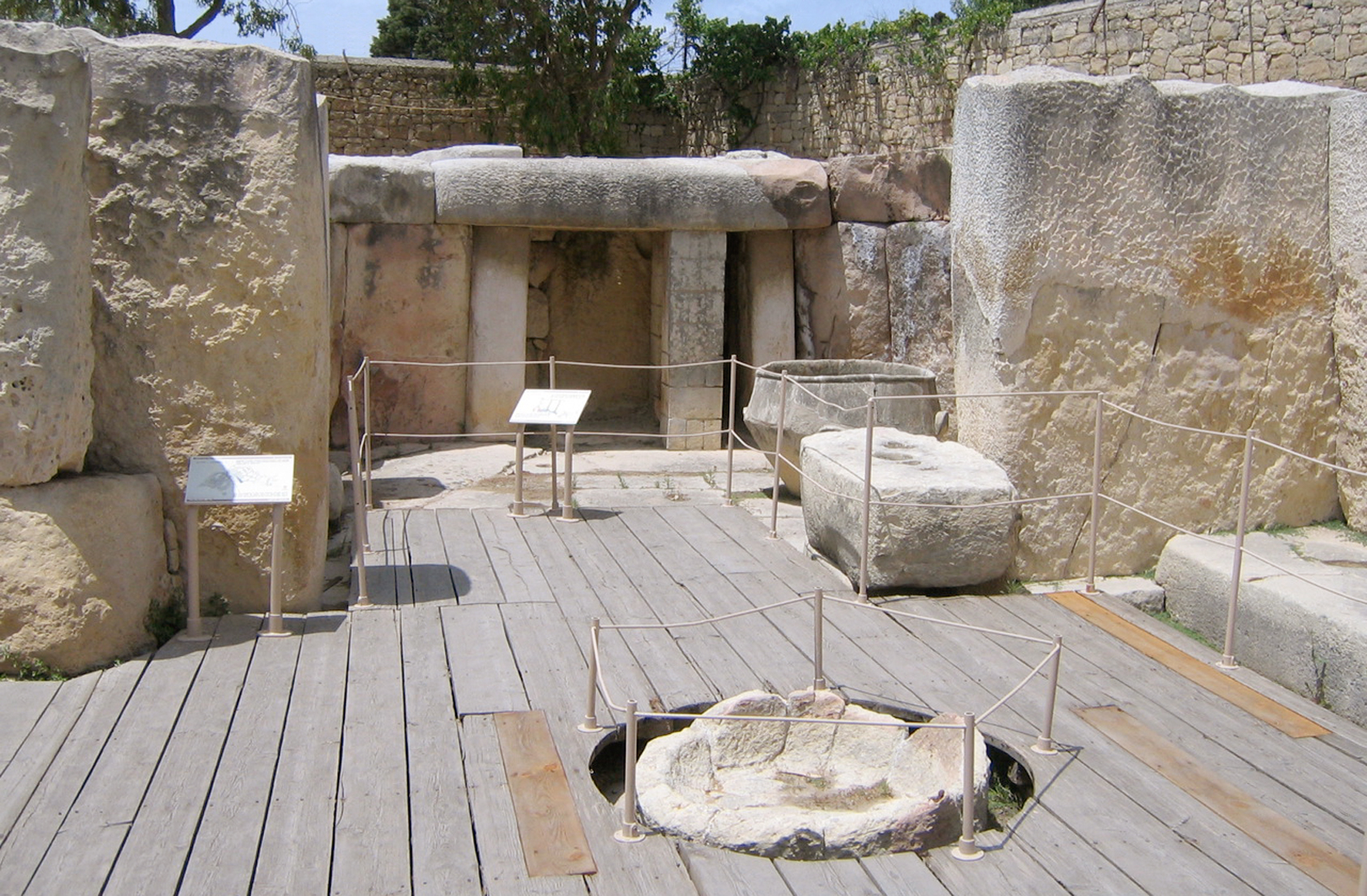
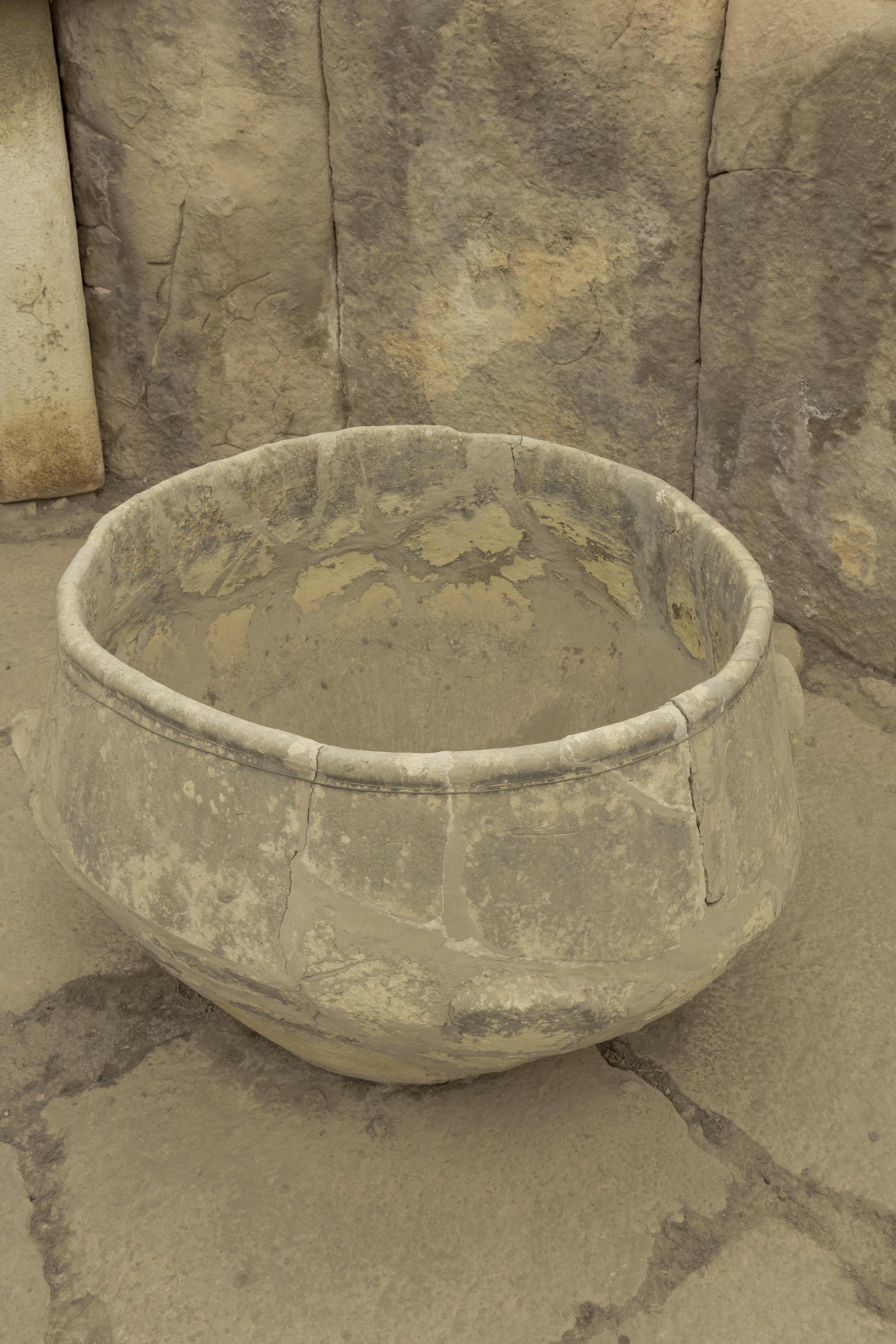
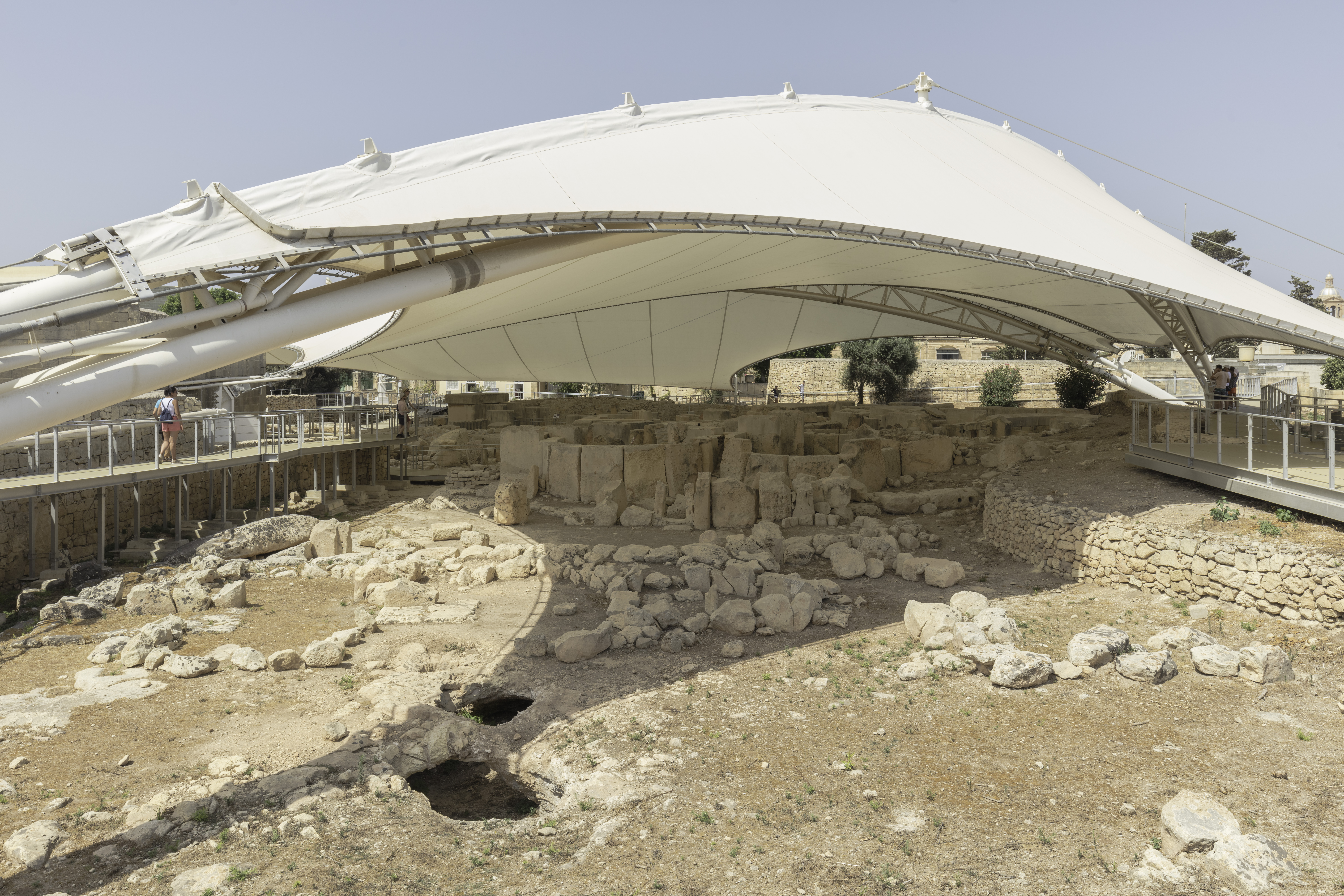
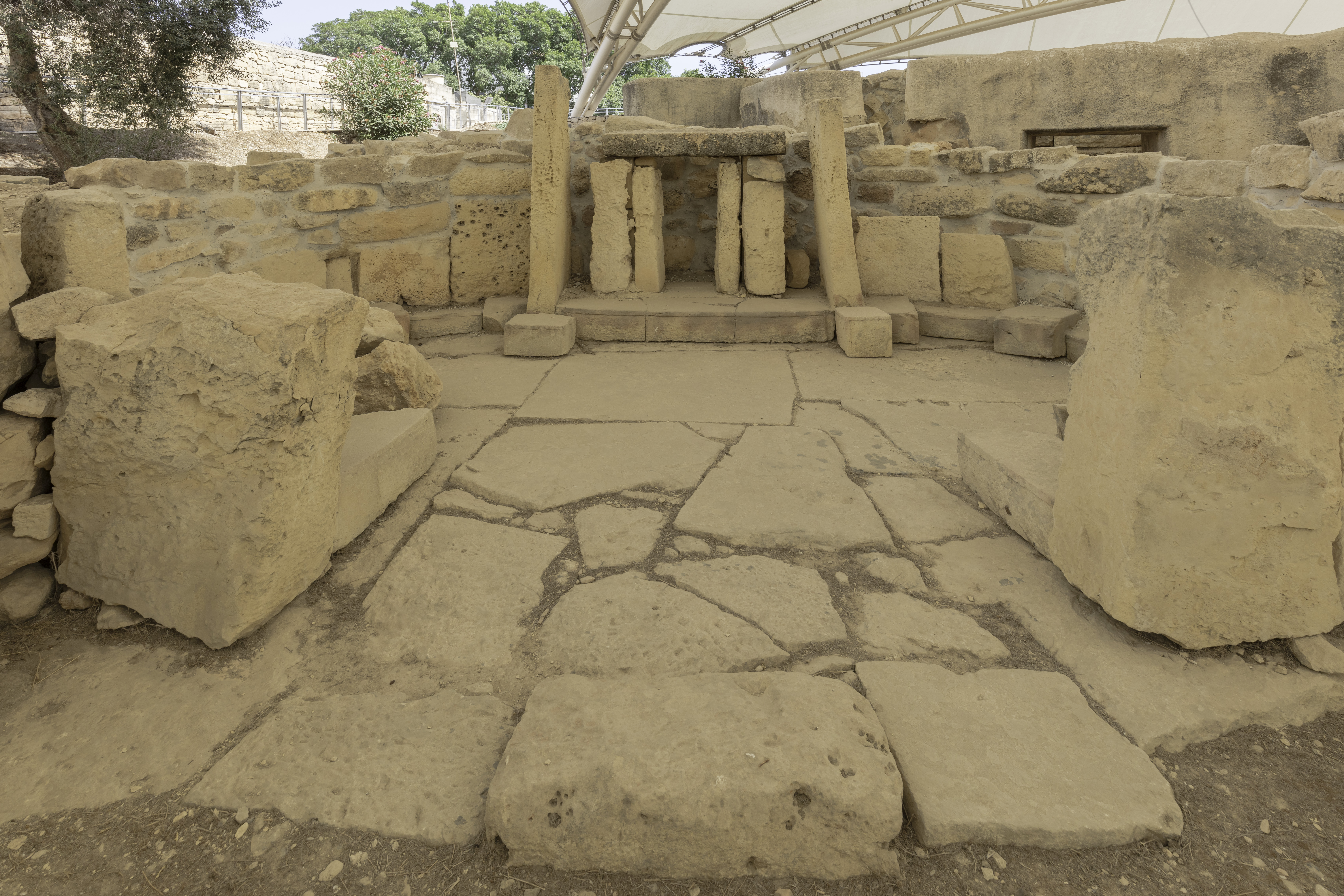
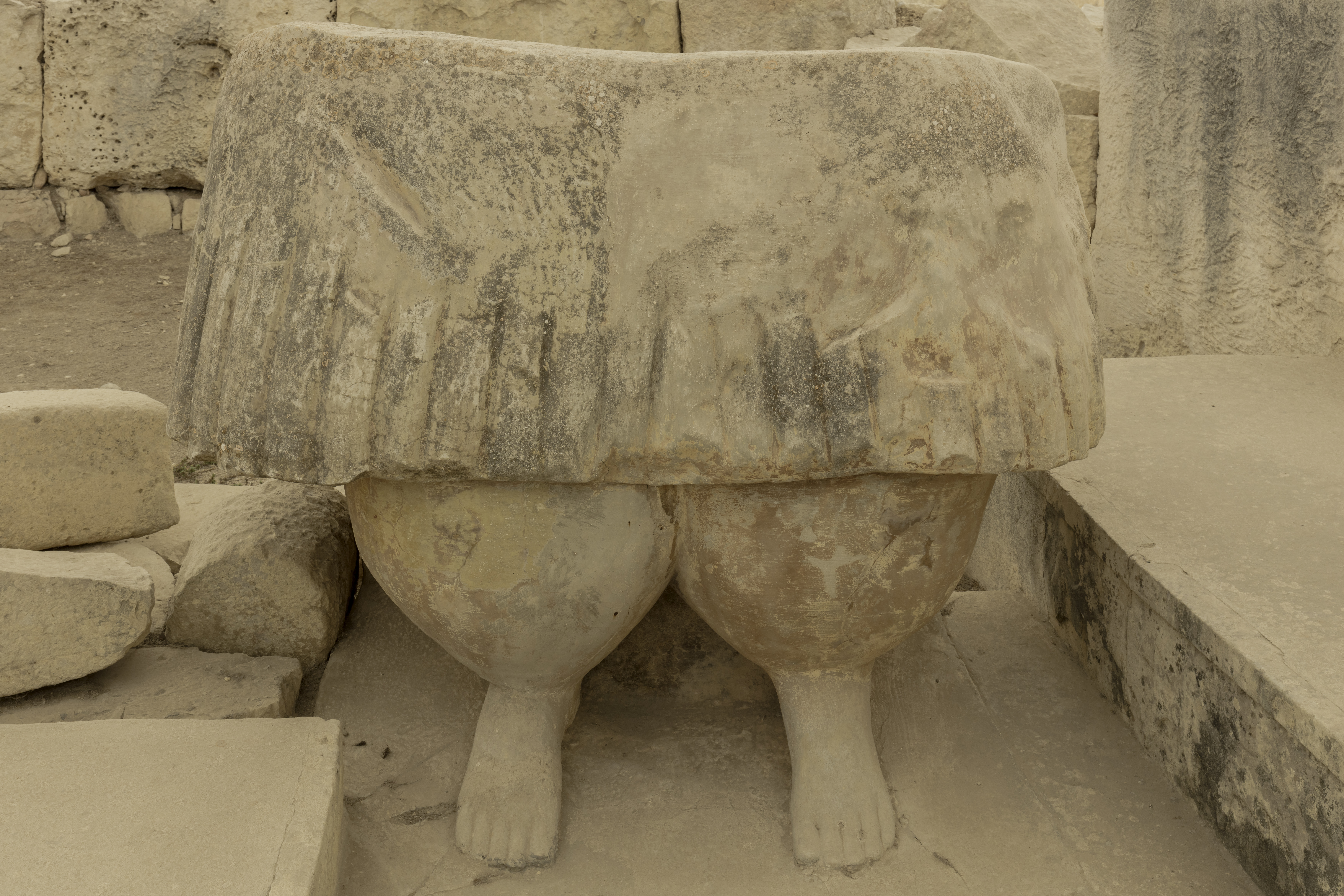